# Latensyfikacja
Latensyfikacja - metoda zwiększenia czułości filmu fotograficznego polegająca na wstępnym naświetleniu filmu bardzo słabym światłem.